# گورستان بله‌جر
قبرستان بله‌جر در شهرستان سقز، بخش مرکزی، روستای بله‌جر واقع شده‌است. این اثر در تاریخ ۲۳ شهریور ۱۳۸۲ با شمارهٔ ثبت ۱۰۰۷۲ به‌عنوان یکی از آثار ملی ایران به ثبت رسیده‌است.